# Melolontha maculata
Melolontha maculata är en skalbaggsart som beskrevs av Zhang 1983. Melolontha maculata ingår i släktet Melolontha och familjen Melolonthidae. Inga underarter finns listade i Catalogue of Life.